# Дю Плесси, Дэвид
Дэвид Йоханнес Дю Плесси (англ. David Johannes du Plessis; 7 февраля 1905 года — 2 февраля 1987 года) — пятидесятнический служитель, стоявший у истоков харизматического движения.

## Биография
Дэвид Дю Плесси родился близь Кейптауна (ЮАР) в 1905 году и был старшим из девяти сыновей Дэвида и Анны Дю Плесси.
Родители Дэвида, потомки французских гугенотов, стали пятидесятниками под влиянием последователей Дж. А. Дауи. В 16 лет и сам Дэвид был обращён в евангельское христианство. В 18 лет он пережил духовный опыт, именуемый в пятидесятничестве крещением Духом Святым, что сопровождалось получением дара говорения языками.
В 1927 году Дэвид женился на Анне Корнелии Джейкобс, с которой прожил всю жизнь и имел 7 детей. В 1928 году он был рукоположен пастором в Миссии апостольской веры. На посту генерального секретаря Миссии апостольской веры (1936—1947 гг.) он становится активным участником межденоминационного пятидесятнического общения, в 1947 году был одним из организаторов Всемирной пятидесятнической конференции. С 1948 года Дю Плесси живёт в США, (с 1968 года — гражданин страны). Здесь он преподаёт в Университете Ли (Церковь Бога), трудится в качестве пастора церкви Ассамблей Бога в Коннектикуте, входит в генеральный совет этой организации. В 1962 году, обвиненный в экуменизме, вынужден был прекратить служение в Ассамблеи Бога. Он оставался простым прихожанином Ассамблей Бога в Окленде (Калифорния) до 1980 года, когда его полномочия служителя вновь были восстановлены.
Дэвид Дю Плесси умер от рака 31 января (по другим данным — 2 февраля) 1987 года в Пасадине, Калифорния.

## Влияние
В начале 1950-х годов Дю Плесси стал сторонником распространения учения о крещении Святым Духом среди традиционных конфессий, главным образом среди католиков.
В 1952 году президент Принстонской семинарии Джон Маккей пригласил его на экуменическую встречу Международного миссионерского совета в Виллингене (ФРГ). В те времена пятидесятники были обособленной группой, не имевшей контактов с другими конфессиями. Равно и традиционные протестантские конфессии с опаской относились с пятидесятническому движению, зачастую именуя его псевдо-христианским. Дэвид Дю Плесси лично пообщался с 110 из 220 делегатов встречи, использую любую возможность рассказать об пятидесятнических духовных проявлениях. Удивлённые появлением в своих рядах «разумного пятидесятника», участники совета прозвали Дю Плесси «мистер Пятидесятница» (англ. Mr Pentecost).
Влияние Дю Плесси вне своей конфессии растёт. В качестве наблюдателя от пятидесятников он принимает участие в заседаниях Всемирного Совета Церквей в 1954 и 1961 годах. Его приглашают с лекциями в Принстонский и Йельский университеты. Дю Плесси был первым пятидесятником, получившим аудиенцию у римских пап — Иоанна XXIII, Павла VI, Иоанна Павла II. Позже он представлял пятидесятников на Втором Ватиканском Соборе, где проповедовал харизматическое возрождение. Католики избрали его консультантом Ватиканского секретариата по достижению христианского единства, также он был сопредседателем Международного католическо-пятидесятнического диалога.
В своей автобиографии «Дух сказал мне: пойди» (англ. The Spirit Bade Me Go) он писал, что распространять учение пятидесятничества среди традиционных конфессий ему повелел Бог.
В 1974 году журнал «Тайм» назвал Дю Плесси одним из 7 наиболее влиятельных христианских лидеров наряду с Билли Грэмом.